# Барановский, Сергей Анатольевич
Серге́й Анато́льевич Барано́вский (укр. Сергій Анатолійович Барановський, 1973) — украинский военнослужащий, полковник, участник российско-украинской войны. Герой Украины (2022).

## Биография
Во время российского вторжения в Украину в 2022 году полковник Сергей Барановский руководил артиллерийскими подразделениями на территории Донецкой и Луганской областей.

## Награды
- Звание «Герой Украины» с вручением ордена «Золотая Звезда» (19 марта 2022) — за личное мужество и героизм, проявленные в защите государственного суверенитета и территориальной целостности Украины, верность военной присяге[1].
- Орден Богдана Хмельницкого I степени (21 марта 2023) — за личное мужество и высокий профессионализм, проявленные в защите государственного суверенитета и территориальной целостности Украины, верность военной присяге[2].
- Орден Богдана Хмельницкого II степени (13 апреля 2023) — за личное мужество и высокий профессионализм, проявленные в защите государственного суверенитета и территориальной целостности Украины, верность военной присяге[3].
- Орден Богдана Хмельницкого III степени (12 октября 2016) — за личное мужество и высокий профессионализм, проявленные в защите государственного суверенитета и территориальной целостности Украины, верность военной присяге.